# Юсеф Ерабі
Юсеф Ерабі (швед. Jusef Erabi, нар. 8 червня 2003, Стокгольм, Швеція) — шведський футболіст афганського походження, нападник клубу «Гаммарбю».

## Клубна кар'єра
Юсеф Ерабі починав футбольну кар'єру у столичному клубі «Гаммарбю», де він пройшов шлях від дитячої команди до основи. У 2019 році Ерабі виступав за Футбольну академію Стокгольму. Після чого повернувся до «Гаммарбю».
Також у 2020 році Ерабі грав в оренді у клубі Першого дивізіону «Фрей». У 2021 році футболіст повернувся до складу «Гаммарбю», при цьому паралельно граючи за дублюючий склад - «Гаммарбю Таланг». Граючи у складі «Гаммарбю» Ерабі восени 2021 року брав участь у матчах кваліфікації Ліги конференцій.

## Збірна
4 вересня 2021 року Юсеф Ерабі дебютував у юнацькій збірній Швеції (U-19).

## Особисте життя
Батько Юсефа - Вахід Ерабі колишній професійний футболіст, що виступав у складі збірної Афганістану.